# Paa liui
Paa liui é uma espécie de anfíbio da família Ranidae.
É endémica da China.
Os seus habitats naturais são: regiões subtropicais ou tropicais húmidas de alta altitude, matagal tropical ou subtropical de alta altitude e lagos de água doce.
Está ameaçada por perda de habitat.